# Giętkowizna
Giętkowizna – wieś w Polsce położona w województwie śląskim, w powiecie kłobuckim, w gminie Lipie.
W latach 1975–1998 miejscowość administracyjnie należała do województwa częstochowskiego. Wieś położona jest obok drogi powiatowej między Parzymiechami i Załęczem Małym.
Historia - W XIX wieku funkcjonował folwark Giętkowizna - część dóbr parzymieskich. W 2 połowie XIX wieku wymieniana jest kolonia Giętkowizna. Dane statystyczne z 1933 roku podają dla wsi 131 mieszkańców.